# Любранець (гміна)
Гміна Любранець (пол. Gmina Lubraniec) — місько-сільська гміна у північній Польщі. Належить до Влоцлавського повіту Куявсько-Поморського воєводства.
Станом на 31 грудня 2011 у гміні проживало 9940 осіб.

## Площа
Згідно з даними за 2007 рік площа гміни становила 148.18 км², у тому числі:
- орні землі: 88.00%
- ліси: 4.00%

Таким чином, площа гміни становить 10.06% площі повіту.

## Населення
Станом на 31 грудня 2011:
| Опис     | Загалом | Загалом | Чоловіки | Чоловіки | Жінки | Жінки |
| -------- | ------- | ------- | -------- | -------- | ----- | ----- |
| одиниця  | осіб    | %       | осіб     | %        | осіб  | %     |
| все      | 9940    | 100     | 4880     | 49.09    | 5060  | 50.91 |
| міське   | 3214    | 100     | 1516     | 47.17    | 1698  | 52.83 |
| сільське | 6726    | 100     | 3364     | 50.01    | 3362  | 49.99 |

## Сусідні гміни
Гміна Любранець межує з такими гмінами: Бонево, Бжешць-Куявський, Хоцень, Ізбиця-Куявська, Осенцини, Топулька.